# باشگاه فوتبال بارادو
باشگاه فوتبال بارادو (عربی: نادي أتليتيك بارادو) یک باشگاه فوتبال در شهر الجزیره، الجزایر است.
این باشگاه که در سال ۱۹۹۴ تاسیس شده یک قهرمانی در لیگ دسته دوم فوتبال الجزایر را در کارنامه دارد.